# Édson Gutiérrez
Édson Antonio Gutiérrez Moreno (ur. 19 stycznia 1996 w Salamance) – meksykański piłkarz występujący na pozycji prawego obrońcy, od 2025 roku zawodnik meksykańskiego Santosu Laguna.